# U-369
U-369 — средняя немецкая подводная лодка типа VIIC времён Второй мировой войны.

## История
Заказ на постройку субмарины был отдан 25 августа 1941 года. Лодка была заложена 6 октября 1942 года на верфи «Фленсбургер Шиффсбау», Фленсбург, под строительным номером 492, спущена на воду 17 августа 1943 года. Лодка вошла в строй 15 октября 1943 года под командованием оберлейтенанта Людвига Шаафхаузена.

### Командиры
- 15 октября 1943 года — 15 апреля 1945 года капитан-лейтенант Людвиг Шаафхаузен
- 16 апреля 1945 года — 8 мая 1945 года оберлейтенант цур зее Ганс-Норберт Шюнк

### Флотилии
- 15 октября 1943 года — 28 февраля 1945 года — 22-я флотилия (учебная)
- 1 марта 1945 года — 8 мая 1945 года — 31-я флотилия (учебная)

### История службы
Лодка не совершала боевых походов, успехов не достигла. Переведена из Кристиансанн-Зунда, Норвегия в Скапа-Флоу на Оркнейских островах 29 мая 1945 года.
Потоплена в ходе операции «Дэдлайт» 30 ноября 1945 года в районе с координатами 55°31′ с. ш. 07°27′ з. д..